# Vitrinella carnifex
Vitrinella carnifex är en snäckart som beskrevs av Dall 1927. Vitrinella carnifex ingår i släktet Vitrinella och familjen Vitrinellidae. Inga underarter finns listade i Catalogue of Life.